# La Ferrière-aux-Étangs
Pour les articles homonymes, voir La Ferrière.
La Ferrière-aux-Étangs est une commune française dans le pays de Passais, située dans le département de l'Orne en région Normandie, peuplée de 1 531 habitants.

## Géographie
| Saint-André-de-Messei, Banvou | Saint-André-de-Messei  | Saires-la-Verrerie, Bellou-en-Houlme |
| Banvou                        | La Ferrière-aux-Étangs | La Coulonche                         |
| Dompierre                     | Champsecret            | La Coulonche                         |

### Hydrographie
La commune est traversée par la ligne de partage des eaux entre les bassins hydrographiques Seine-Normandie et Loire-Bretagne. Elle est drainée par la Vée, le Mousse et le Mousse la Morinière,,.
La Vée, d'une longueur de 24 km, prend sa source dans la commune  et se jette  dans un bras de la Mayenne à Rives d'Andaine, après avoir traversé six communes. 
Le Mousse, d'une longueur de 10 km, prend sa source dans la commune  et se jette  dans la Vée à Bagnoles de l'Orne Normandie, après avoir traversé six communes. 

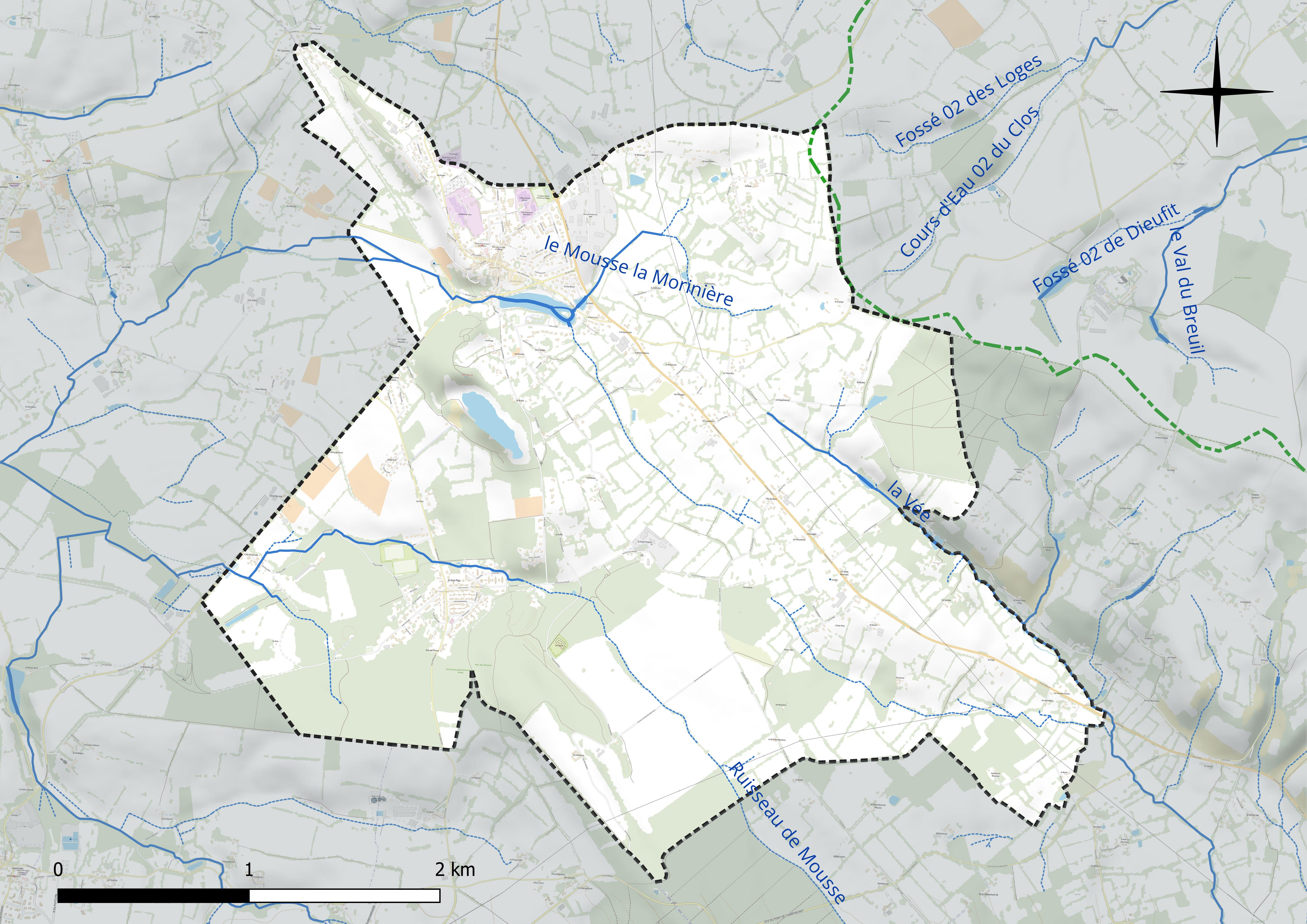
Réseau hydrographique de la Ferrière-aux-Étangs.

### Climat
Pour des articles plus généraux, voir Climat de la Normandie et Climat de l'Orne.
En 2010, le climat de la commune est de type climat océanique franc, selon une étude du CNRS s'appuyant sur une série de données couvrant la période 1971-2000. En 2020, Météo-France publie une typologie des climats de la France métropolitaine dans laquelle la commune est exposée à un climat océanique et est dans la région climatique Normandie (Cotentin, Orne), caractérisée par une pluviométrie relativement élevée (850 mm/a) et un été frais (15,5 °C) et venté. Parallèlement le GIEC normand, un groupe régional d’experts sur le climat, différencie quant à lui, dans une étude de 2020, trois grands types de climats pour la région Normandie, nuancés à une échelle plus fine par les facteurs géographiques locaux. La commune est, selon ce zonage, exposée à un « climat contrasté des collines », correspondant au Bocage normand, bien arrosé, voire très arrosé sur les reliefs les plus exposés au flux d’ouest, et frais en raison de l’altitude.
Pour la période 1971-2000, la température annuelle moyenne est de 9,9 °C, avec une amplitude thermique annuelle de 13,3 °C. Le cumul annuel moyen de précipitations est de 959 mm, avec 13,6 jours de précipitations en janvier et 8,1 jours en juillet. Pour la période 1991-2020, la température moyenne annuelle observée sur la station météorologique la plus proche, située sur la commune de Briouze à 12 km à vol d'oiseau, est de 10,9 °C et le cumul annuel moyen de précipitations est de 920,5 mm,. Pour l'avenir, les paramètres climatiques de la commune estimés pour 2050 selon différents scénarios d’émission de gaz à effet de serre sont consultables sur un site dédié publié par Météo-France en novembre 2022.

## Urbanisme

### Typologie
Au 1er janvier 2024, La Ferrière-aux-Étangs est catégorisée commune rurale à habitat dispersé, selon la nouvelle grille communale de densité à sept niveaux définie par l'Insee en 2022.
Elle est située hors unité urbaine. Par ailleurs la commune fait partie de l'aire d'attraction de Flers, dont elle est une commune de la couronne,. Cette aire, qui regroupe 38 communes, est catégorisée dans les aires de 50 000 à moins de 200 000 habitants,.

### Occupation des sols
L'occupation des sols de la commune, telle qu'elle ressort de la base de données européenne d’occupation biophysique des sols Corine Land Cover (CLC), est marquée par l'importance des territoires agricoles (72,2 % en 2018), en augmentation par rapport à 1990 (71,1 %). La répartition détaillée en 2018 est la suivante : 
prairies (52,4 %), zones agricoles hétérogènes (19,8 %), forêts (17,2 %), zones urbanisées (10,7 %). L'évolution de l’occupation des sols de la commune et de ses infrastructures peut être observée sur les différentes représentations cartographiques du territoire : la carte de Cassini (XVIIIe siècle), la carte d'état-major (1820-1866) et les cartes ou photos aériennes de l'IGN pour la période actuelle (1950 à aujourd'hui).

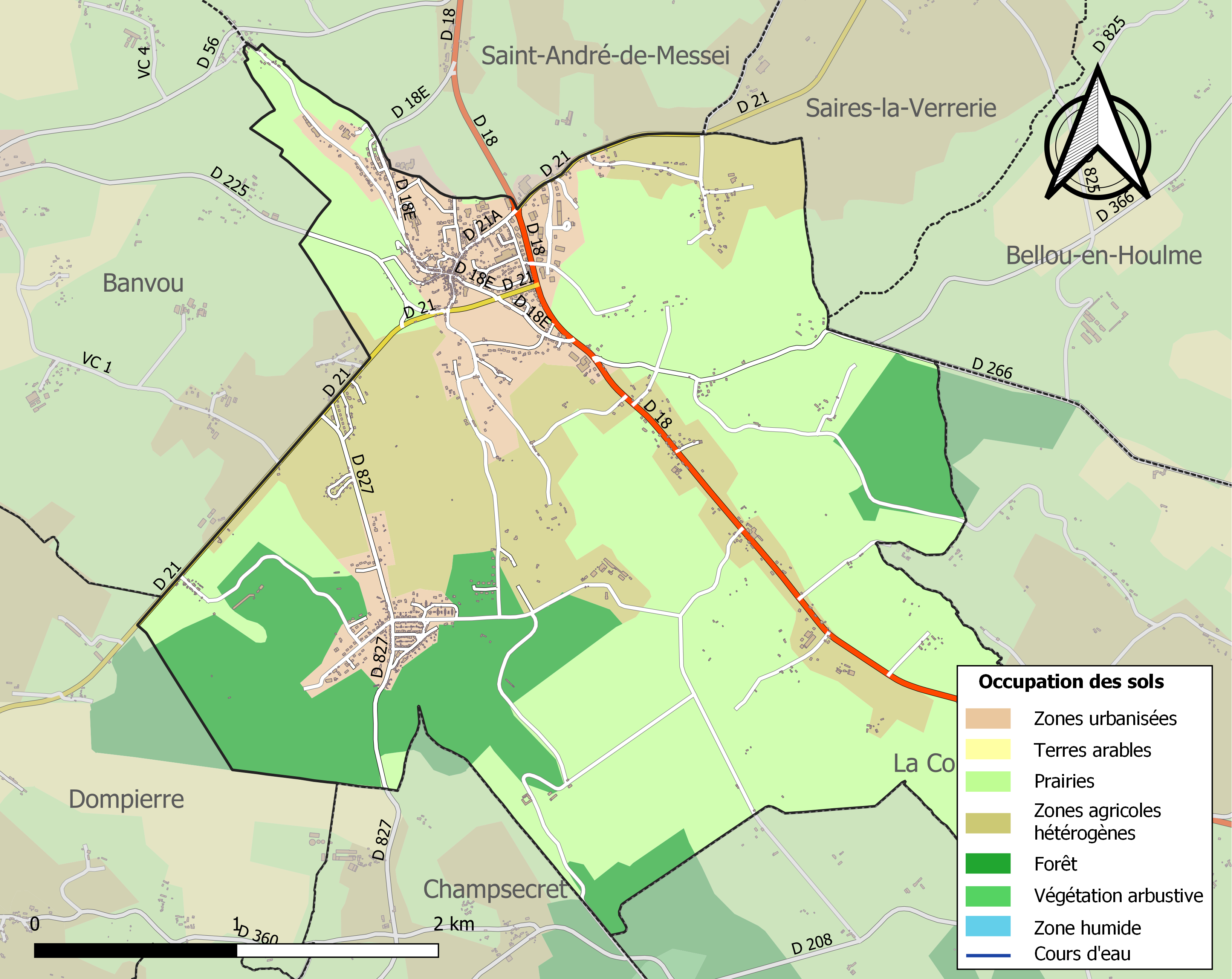
Carte des infrastructures et de l'occupation des sols de la commune en 2018 (CLC).

## Toponymie
Le nom de la localité est attesté sous la forme La Ferrière en 1793.
De l'oïl ferrière, « installation pour extraire, fondre et forger le fer ».
Du Moyen Âge, et même probablement dès l’âge du fer, jusqu’au milieu du XIXe siècle, le minerai de fer était extrait à ciel ouvert, dans des minières creusées au niveau des affleurements du gisement de fer. La minière de La Ferrière-aux-Étangs est attestée dès 1370.
Le déterminant fait référence aux nombreux étangs répandus, autrefois, sur son territoire.
Le gentilé est Ferrièrois.

## Histoire
De fin octobre 1939 à août 1940, La Ferrière-aux-Étangs accueille des réfugiés de Volmerange-les-Mines, et d'Ottange, villages mosellans situé entre la ligne Maginot et la frontière luxembourgeoise. Les hommes sont affectés dans les mines locales et logent au Gué-Plat[réf. nécessaire].

## Héraldique
| Blason de Ferrière-aux-Étangs (La) | Blason  | D'or à six fers à cheval d'azur, 3, 2 et 1.      |
| Blason de Ferrière-aux-Étangs (La) | Détails | Le statut officiel du blason reste à déterminer. |

## Politique et administration

### Administration municipale
| Période                                  | Période        | Identité                | Étiquette | Qualité                                                                      |
| ---------------------------------------- | -------------- | ----------------------- | --------- | ---------------------------------------------------------------------------- |
|                                          |                |                         |           |                                                                              |
| 1800                                     | juillet 1800   | N Lebournier            |           |                                                                              |
| juillet 1800                             | janvier 1801   | N Guillemard Coupelière |           |                                                                              |
| janvier 1801                             | janvier 1815   | N Amiard Lavente        |           |                                                                              |
| février 1815                             | août 1825      | Jean Legendre           |           |                                                                              |
| mars 1826                                | septembre 1830 | N Gohier                |           |                                                                              |
| octobre 1830                             | janvier 1832   | N Mezenge               |           |                                                                              |
| février 1832                             | avril 1835     | N Morel                 |           |                                                                              |
| juin 1835                                | décembre 1855  | Louis Morin-Pillière    |           |                                                                              |
| décembre 1855                            | septembre 1865 | Eugène Deslandes        |           |                                                                              |
| septembre 1865                           | septembre 1870 | Pierre Guérin           |           |                                                                              |
| octobre 1870                             | décembre 1877  | Jules Morin-Pilliere    |           |                                                                              |
| janvier 1878                             | janvier 1902   | Pierre Guérin           |           |                                                                              |
| février 1902                             | 1919           | Paul Le Bossé           |           |                                                                              |
| 1919                                     | 1937           | René Bertrand           |           |                                                                              |
| 1937                                     | novembre 1947  | Léon Olivier            |           |                                                                              |
| novembre 1947                            | juillet 1948   | Albert Gromez           | SE        | Médecin                                                                      |
| juillet 1948                             | février 1954   | Henri Leboucher         | SE        | Notaire                                                                      |
| février 1954                             | 1977           | Henri Buron             |           | Pharmacien                                                                   |
| 1977                                     | juillet 1988   | Claude Batillat         |           | Marchand de meubles                                                          |
| juillet 1988                             | 1989           | Marcel Leguedey         |           |                                                                              |
| 1989                                     | mars 2008      | Marie-France Le Bozec   | UDF       | Inspectrice de la Jeunesse et des Sports                                     |
| mars 2008                                | En cours       | Vincent Beaumont        | SE        | Directeur de maison de retraite, vice-président de la communauté de communes |
| Les données manquantes sont à compléter. |                |                         |           |                                                                              |

Le conseil municipal est composé de dix-neuf membres dont le maire et quatre adjoints.

## Démographie
L'évolution du nombre d'habitants est connue à travers les recensements de la population effectués dans la commune depuis 1793. Pour les communes de moins de 10 000 habitants, une enquête de recensement portant sur toute la population est réalisée tous les cinq ans, les populations de référence des années intermédiaires étant quant à elles estimées par interpolation ou extrapolation. Pour la commune, le premier recensement exhaustif entrant dans le cadre du nouveau dispositif a été réalisé en 2008.
En 2022, la commune comptait 1 531 habitants, en évolution de +2,13 % par rapport à 2016 (Orne : −3,21 %, France hors Mayotte : +2,11 %).
| 1793  | 1800  | 1806  | 1821  | 1831  | 1836  | 1841  | 1846  | 1851  |
| ----- | ----- | ----- | ----- | ----- | ----- | ----- | ----- | ----- |
| 1 213 | 1 269 | 1 305 | 1 397 | 1 448 | 1 497 | 1 502 | 1 510 | 1 503 |

| 1856  | 1861  | 1866  | 1872  | 1876  | 1881  | 1886  | 1891  | 1896  |
| ----- | ----- | ----- | ----- | ----- | ----- | ----- | ----- | ----- |
| 1 514 | 1 545 | 1 591 | 1 517 | 1 397 | 1 294 | 1 189 | 1 070 | 1 025 |

| 1901  | 1906  | 1911  | 1921 | 1926  | 1931  | 1936  | 1946  | 1954  |
| ----- | ----- | ----- | ---- | ----- | ----- | ----- | ----- | ----- |
| 1 061 | 1 195 | 1 166 | 888  | 1 051 | 1 235 | 1 079 | 1 150 | 1 318 |

| 1962  | 1968  | 1975  | 1982  | 1990  | 1999  | 2006  | 2008  | 2013  |
| ----- | ----- | ----- | ----- | ----- | ----- | ----- | ----- | ----- |
| 1 700 | 1 564 | 1 546 | 1 734 | 1 727 | 1 643 | 1 584 | 1 568 | 1 495 |

| 2018  | 2022  | - | - | - | - | - | - | - |
| ----- | ----- | - | - | - | - | - | - | - |
| 1 538 | 1 531 | - | - | - | - | - | - | - |

## Lieux et monuments

### Le Mont-Brûlé

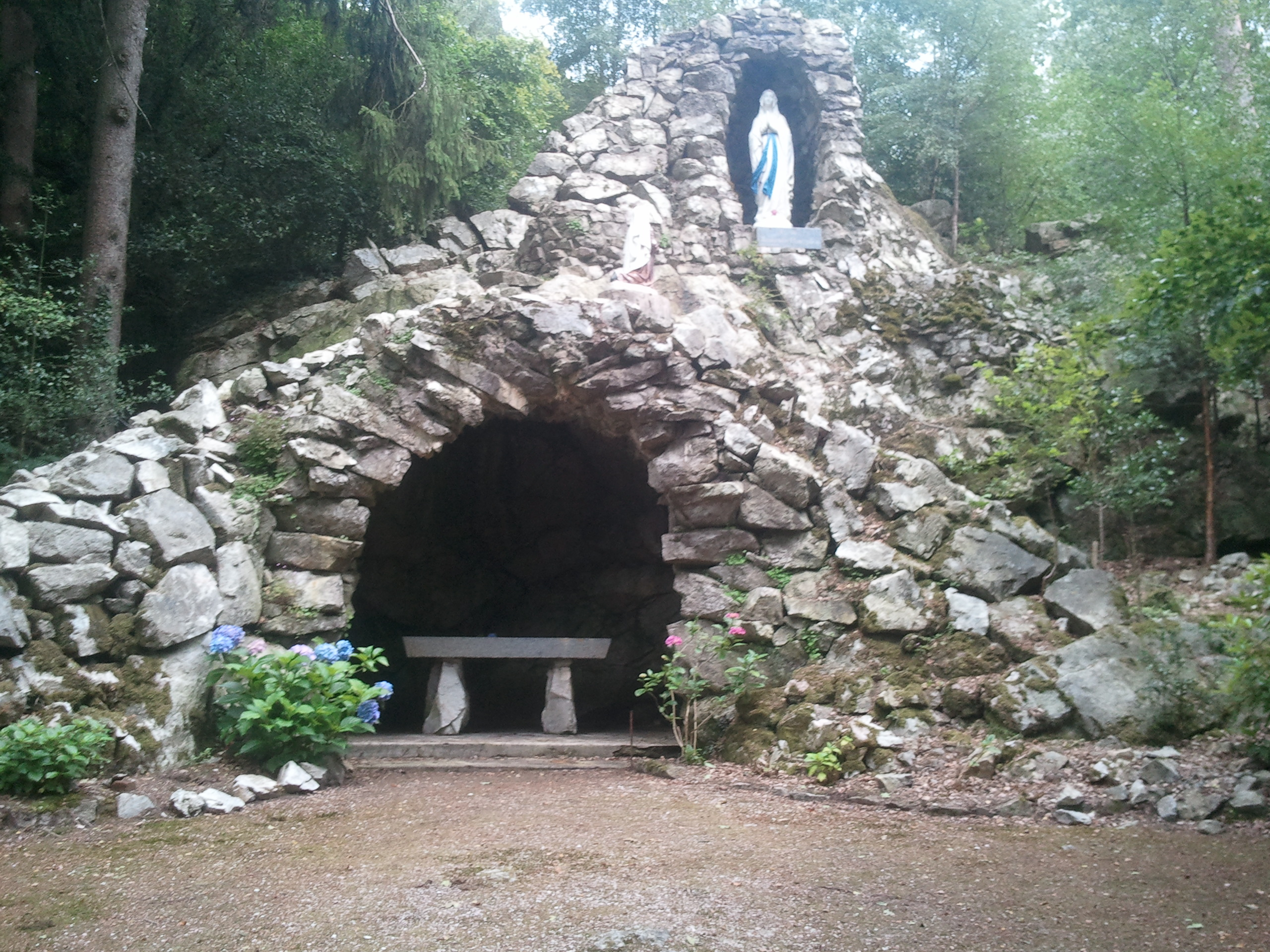
La réplique de la grotte de Lourdes.

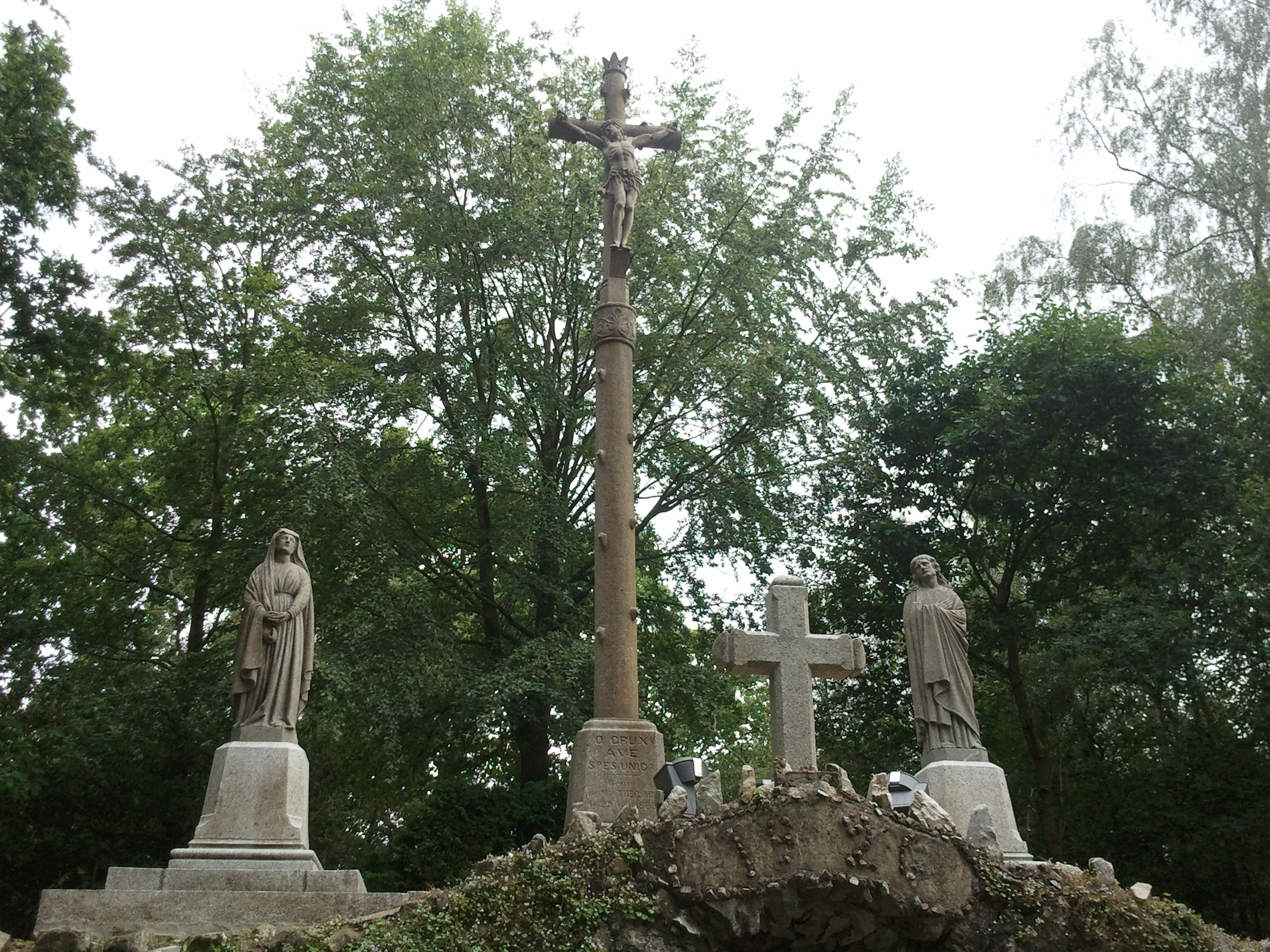
Le haut du Mont-Brûlé.

Le Mont-Brûlé est une colline de grès qui s'élève à 302 mètres d'altitude. Elle fait face à la butte qui porte le bourg de La Ferrière-aux-Étangs et son château féodal détruit au XIIIe siècle.
Jusqu'à la fin du XVIIe siècle, les textes mentionnent une chapelle nommée « Saint Cler du Boulley » ou « du Brusley » dont il ne reste aucune trace.
À l'initiative du chanoine Louis Ferdinand Bobot, curé de La Ferrière, mais aussi grâce à la générosité des paroissiens, un calvaire en granit, œuvre du sculpteur Hernot de Lannion, est érigé au sommet du Mont-Brûlé, et est béni solennellement par Mgr François-Marie Trégaro, évêque de Séez, le dimanche 29 août 1886.
Par la suite, un chemin de croix est élevé grâce aux travaux de Jean-Baptiste Bertrand, retraité de l'octroi. Son fils, l'abbé Bertrand, le bénit le 29 avril 1926.
Une réplique de la grotte de Lourdes se trouve sur le flanc ouest du Mont-Brûlé. Sous la conduite de l'abbé Ferdinand Gérard, vicaire de La Ferrière, les enfants du catéchisme apportèrent les pierres nécessaires à l'édification de la grotte.
Le Mont-Brûlé est classé Site naturel depuis le 17 juin 1994.

### Église Notre-Dame
L'église Notre-Dame, datant du XVIIe, comporte des pierres tombales dont certaines de 1625, 1637 ou 1662[réf. nécessaire].

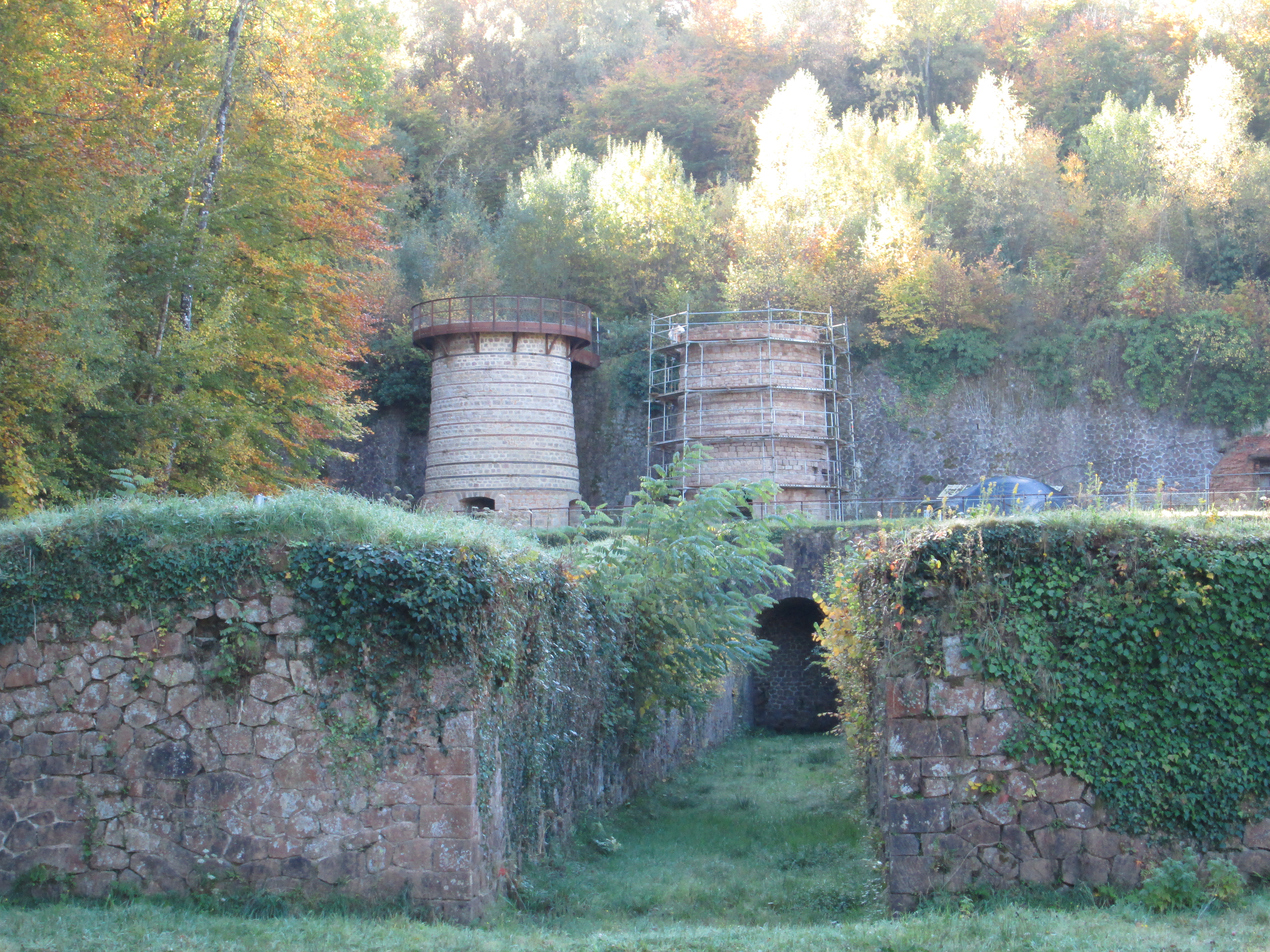
Mines la Ferrière-aux-Étangs : fours de calcination de la Butte Rouge.

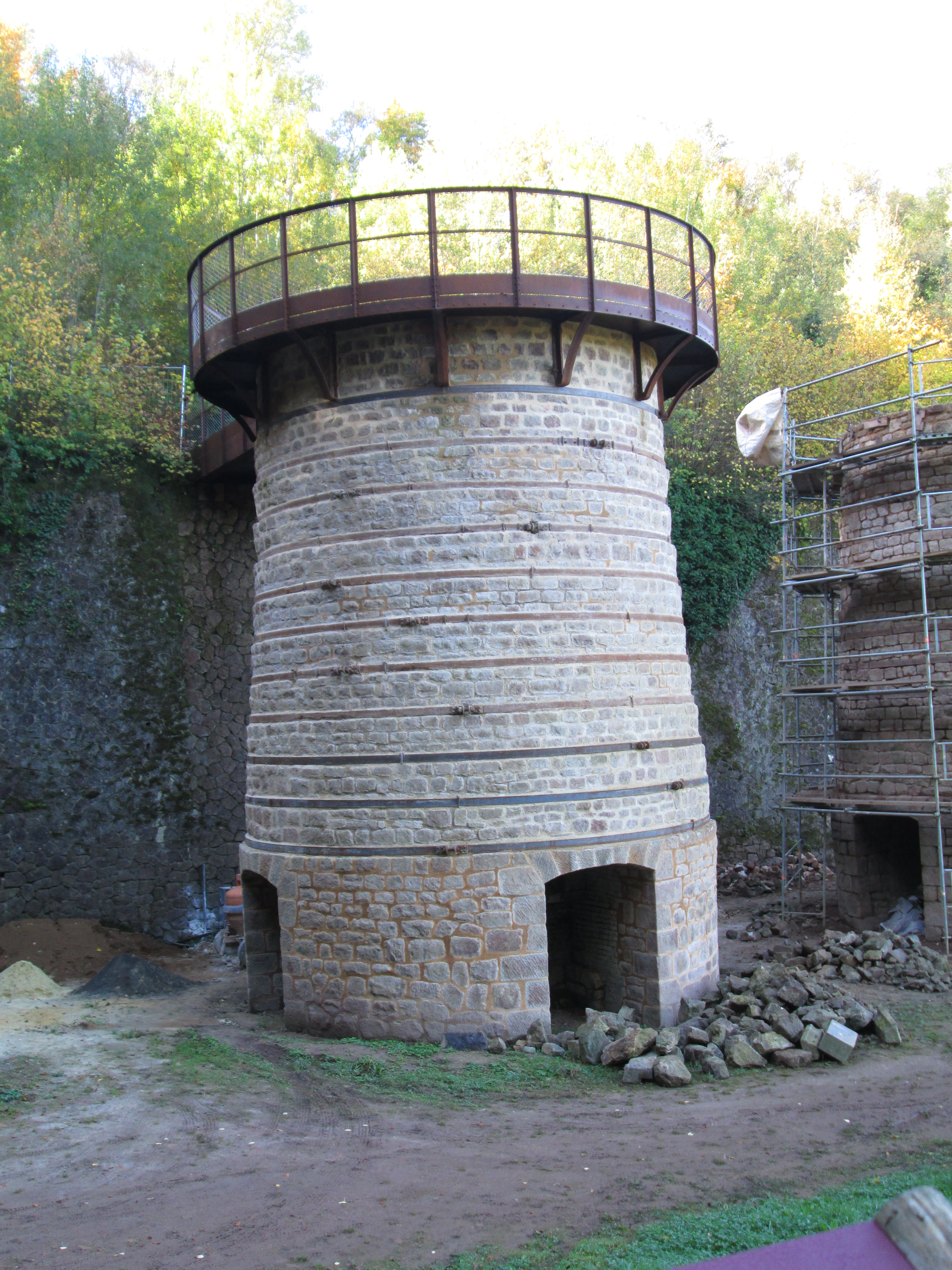
Four de calcination en pierre restauré de la Butte Rouge.

### Mine de fer et cités minières
L'exploitation à grande échelle du minerai de fer débute en 1901 avec la concession accordée à la société Denain-Anzin pour un travers banc (galerie en pente douce, traversant les couches géologiques et permettant d'accéder au gisement de fer), suivi d'un puits d'extraction no 1 de 100 mètres de profondeur sur le même travers banc (1911-1939), pour accéder directement au minerai.  Le puits d'extraction no 2 (100 mètres de profondeur) est exploité de 1923 à 1939 sur la partie nord du gisement de fer. En 1939, le puits d'extraction Léopold-Pralon, d'une profondeur de 400 mètres, remplace les autres puits, jusqu'à la fermeture de la mine le 1er avril 1970. Léopold Pralon est le délégué général de la Société des hauts fourneaux de Denain-Anzin de 1898 à 1938.

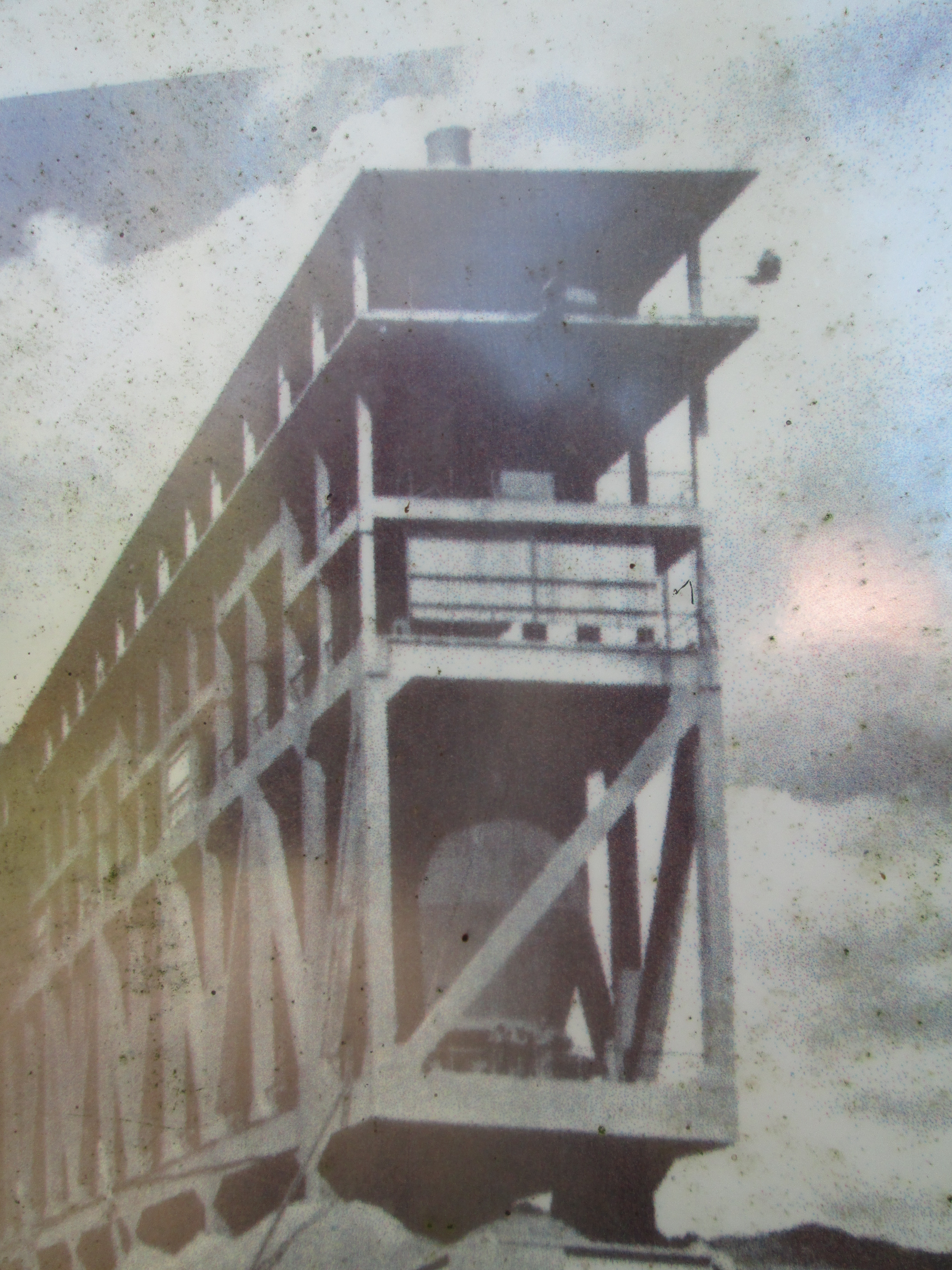
Fours de calcination de la Haie.
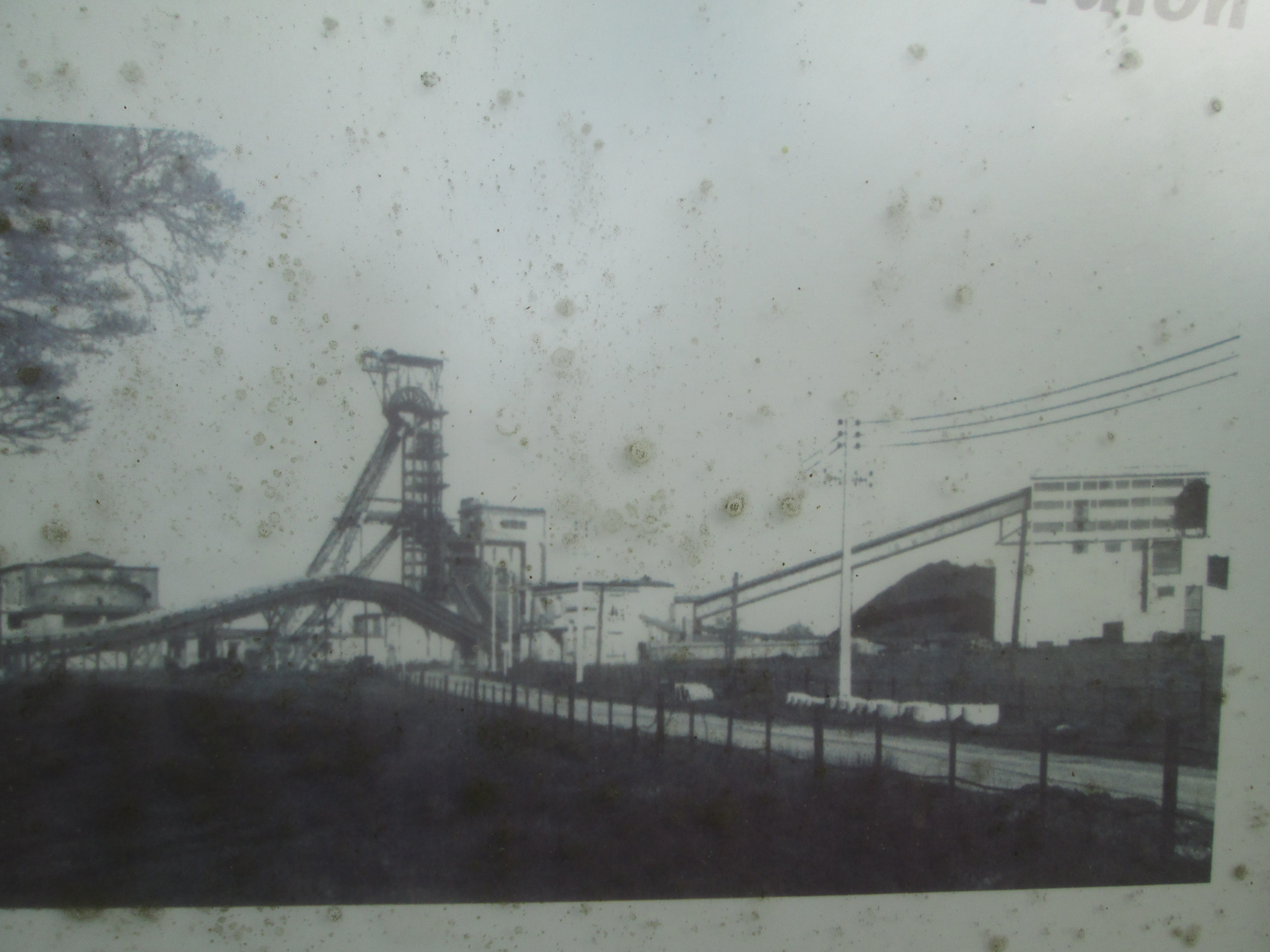
Puits Léopold-Pralon en activité.
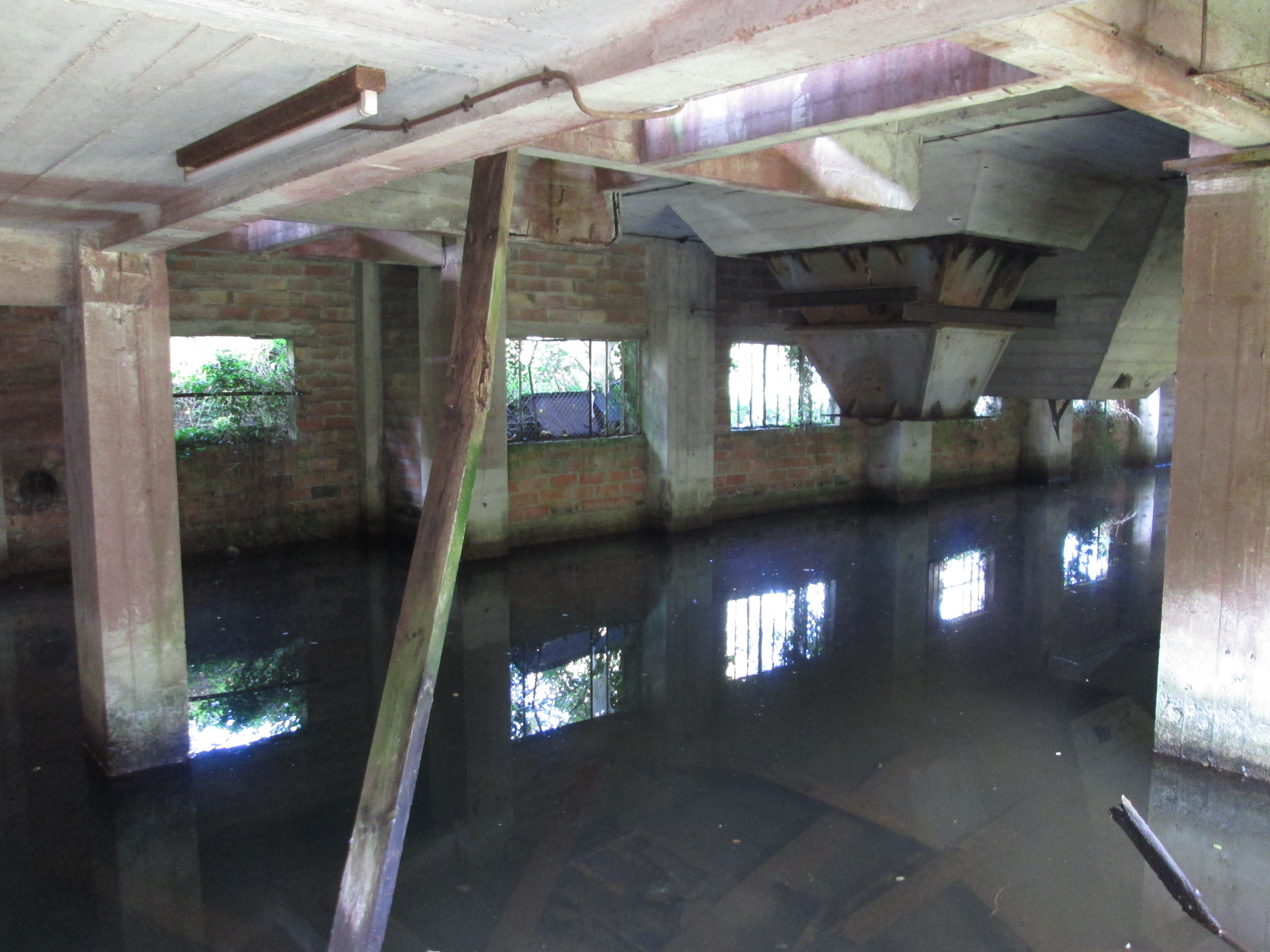
Bâtiment de criblage du minerai.
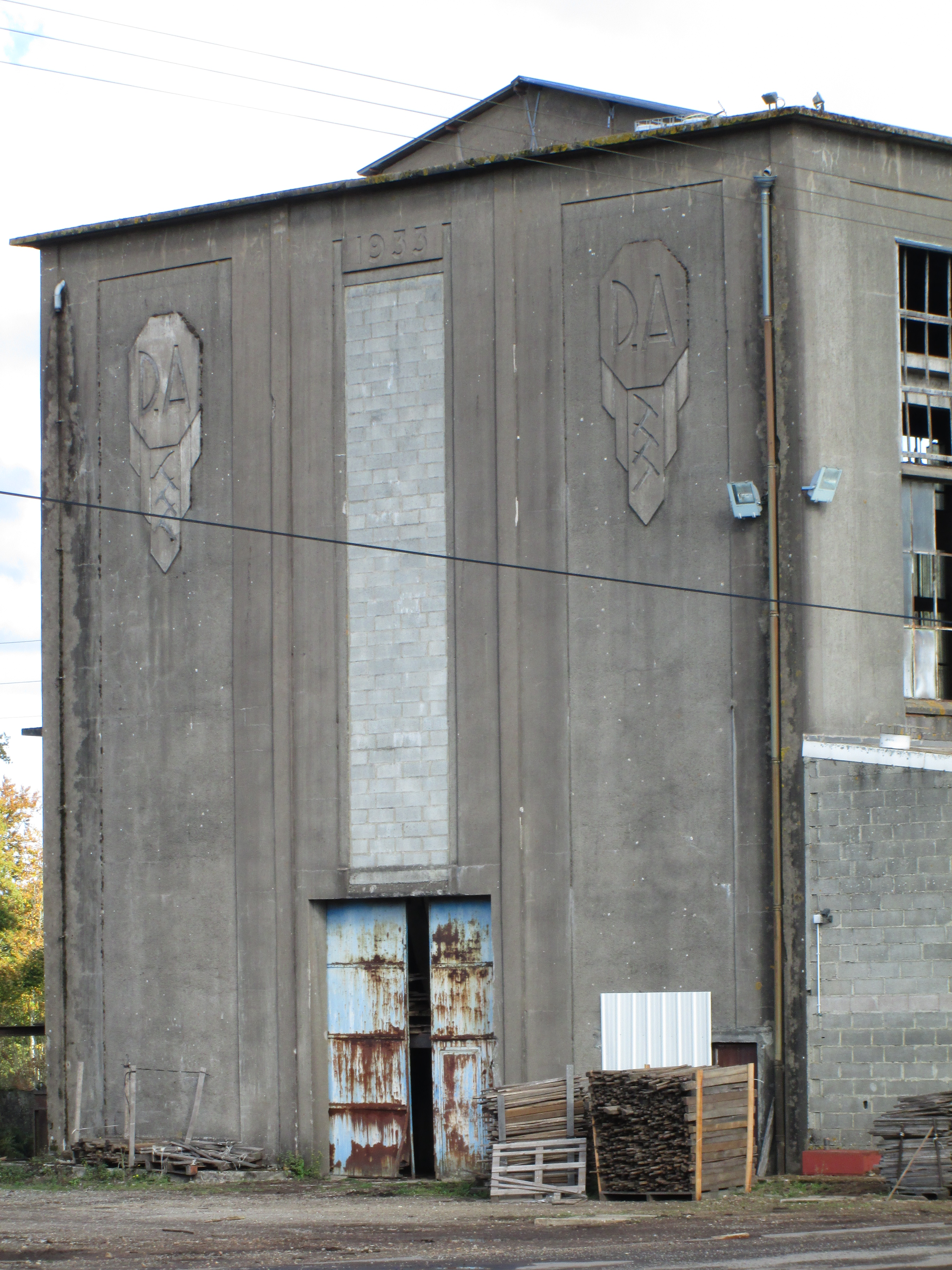
Centrale électrique du puits Léopold-Pralon.

Le minerai extrait faisait l'objet d'une calcination dans des fours, pour augmenter sa teneur en fer avant l'expédition par voie ferrée vers les hauts fourneaux du Nord (Denain-Anzin Usinor) et de Belgique. Jusqu'en 1939, les fours de calcination étaient implantés à la Butte Rouge. Les trois premiers fours, en pierre et parement de brique réfractaire à l'intérieur, ont été construits de 1901 à 1903 (il en reste deux aujourd'hui, en cours de rénovation). Suivent quatre fours en brique, édifiés de 1905 à 1909, et enfin deux fours en brique implantés au lendemain de la Première Guerre mondiale. Le chargement des fours s'effectuait par le haut par des wagonnets à benne basculante poussés par des hommes. Vers 1930, un système automatisé de bennes aériennes a été installé au-dessus des fours. En août 1944, les Allemands stockant du carburant sur le site, les bombardements alliés touchèrent les fours, qui furent abandonnés après 1945. De nouveaux fours modernes construits à partir de 1938 sur le site de la Haie les remplacèrent : six fours ronds et deux fours carrés, contenant 600 tonnes de minerai brut chacun. Après calcination, il restait 480 tonnes de minerai calcinés dont la teneur en fer était passée de  37 à 46 %.
À son époque de plus grande productivité, le site produisait 45 000 tonnes/mois de minerai enrichi, expédié via un embranchement ferroviaire le reliant à la gare de Saint-Bômer-Champsecret, sur la ligne de Caen à Laval.
Après la fermeture de la mine, le chevalement du puits Léopold-Pralon et les fours de la Haie ont été démontés et vendus. Les galeries de la mine sont ennoyées. Le terrain du carreau de la mine est propriété privée (entreprise de tournage sur bois).

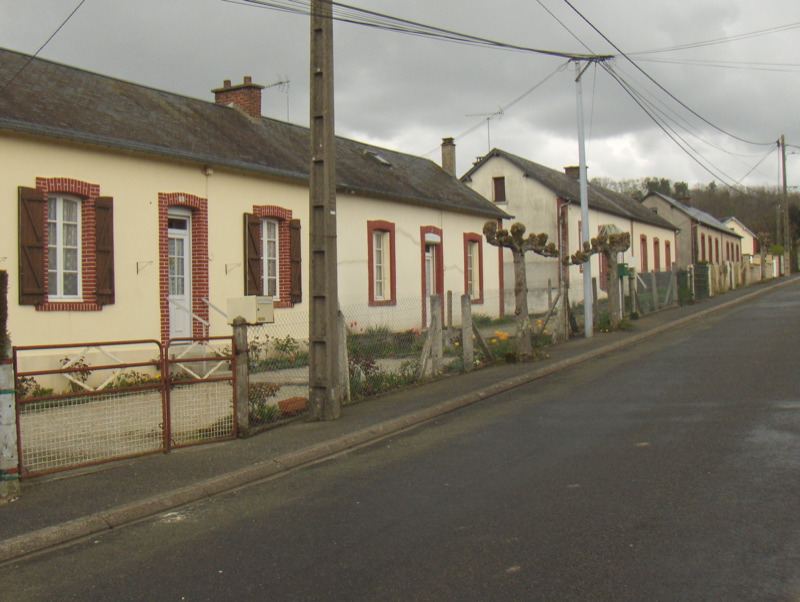
Vue de la cité du Gué-Plat.

À proximité des gisements, deux cités minières ont été construites au début du XXe siècle : la cité de la Haie et celle du Gué-Plat. En 1960, 183 des 438 employés et ouvriers de la mine y habitaient, les autres bénéficiaient d'une aide financière pour le logement. Après la fermeture de la mine, les maisons furent vendues à des particuliers.
Un circuit-parcours est organisé par le musée du fer de Champsecret sur la cité du Gué Plat, détaillant l'histoire de la mine de fer.

### Musée de l'imprimerie typographique
Un musée de l'imprimerie typographique a été créé par Charles Corlet.

## Activité, manifestations, évènements

### Sports
L'Amicale des mines de La Ferrière-aux-Étangs fait évoluer une équipe de football en ligue de Basse-Normandie et une autre en division de district.

### Évènement
Le 22 février 2008, l'émission matinale de France Inter Le Sept dix s'est déplacée à La Ferrière-aux-Étangs afin d'y évoquer les enjeux des élections municipales françaises de 2008 dans le monde rural.

## Personnalités liées à la commune
- Léopold Pralon, créateur de la mine.
- Henri Buron, maire de La Ferrière-aux-Étangs et collectionneur de peintures de Charles Léandre, peintre et caricaturiste de Champsecret.
- Pierre Adigard (1859-1914), député de l'Orne de 1906 à 1914, conseiller municipal de La Ferrière-aux-Étangs en 1900[35]. Enterré au Mont-Brûlé.